# Praha-Stodůlky
Praha-Stodůlky – stacja kolejowa w Pradze, w dzielnicy Košíře, w Czechach przy ulicy Nad Hliníkem. Znajduje się na linii kolejowej Praga – Rudná. Znajduje się na wysokości 325 m n.p.m.
Jest zarządzana przez Správę železnic. Na stacji nie ma możliwości zakupu biletów i rezerwacji miejsc, a obsługa podróżnych odbywa się w pociągu.

## Linie kolejowe
- 122 Praha – Hostivice – Rudná u Prahy